# Икенна, Клемент
Клемент Фердинард Чигози Икенна (англ. Clement Ferdinard Chigozie Ikenna; род. 16 марта 2003, Порт-Харкорт) — нигерийский футболист, опорный полузащитник клуба «Левски».

## Клубная карьера
Икенна — воспитанник A&B Академи и хорватского клуба «Загорец Карпина». В 2022 году Клемент подписал контракт с «Дубравой». 13 августа в матче против «Вуковара» он дебютировал в Первой лиге Хорватии. 27 августа в поединке против «Солина» Клемент забил свой первый гол за «Дубраву». Летом 2024 года Икенна подписал контракт с болгарским «Левски». 26 июля в матче против «Ботева» из Врацы он дебютировал в чемпионате Болгарии.

## Международная карьера
В 2019 году в составе юношеской сборной Нигерии Икенна принял участие в юношеском Кубке Африки в Танзании. На турнире он сыграл в матчах против команд Танзании, Уганды, Гвинеи и дважды Анголы. В том же году Икенна принял участие в юношеском чемпионате мира в Бразилии. На турнире он сыграл в матчах против команд Венгрии, Эквадора, Австралии и Нидерландов.